# 瘋狂山脈
《瘋狂山脈》（英語：At the Mountains of Madness）是一部由美國作家霍華德·菲利普斯·洛夫克拉夫特創作的中篇科幻、恐怖小說，寫於1931年2月、3月，當年由《詭麗幻譚》編輯法恩斯沃思·萊特以其篇幅為由拒絕出版。它最初發表連載於《驚駭科幻小說》1936年2月、3月及4月號。
其故事詳述1930年9月，米斯卡塔尼克大學研究地質學的威廉·戴爾（William Dyer）博士所率領的探險隊在南極大陸發現一些危險的探險事件。在通篇故事中，戴爾詳細介紹一系列先前未知的事件，希望能夠阻止另一群希望返回南極大陸的探險隊。

## 故事情節

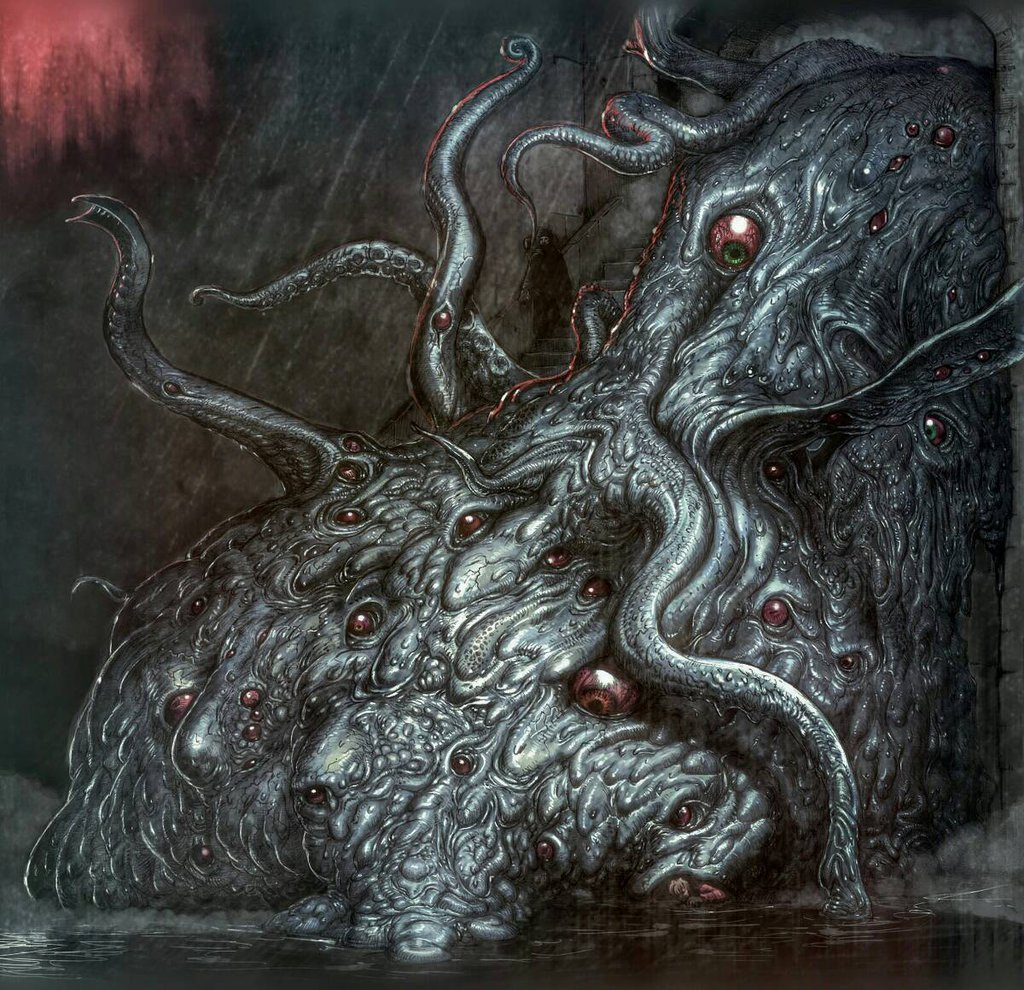
修格斯 （Nottsuo 插画）

位於阿卡姆米斯卡塔尼克大學的地質學家威廉·戴爾博士以第一人稱的視角回憶起的故事，希望能夠阻止一個重要且廣為人知的南極洲科學考察。其中講述了他如何帶領一群來自米斯卡托尼克大學的學者前往南極洲的探險隊，在此期間他們發現了古代遺址與超越喜馬拉雅山脈高度的一系列山脈。
由雷克（Lake）教授領導的一個小型先遣小組發現了14個史前生命形式遺骸，這些生命形式不曾為科學所知，無法辨認其為植物或動物。其中六個遺骸標本嚴重受損，另外八個保存於原始狀態。標本具有已經進化特徵，其出現地層之地質年代太早。一些寒武紀時期的化石顯示出使用工具雕刻的痕跡。
當主要探險隊失去與雷克小隊的聯繫時，戴爾與他的同事們進行了調查。雷克的營地遭到破壞，大多數人（共計11人）與狗被屠殺，克雷的助手格德尼（Gedney）、一隻狗和少量的設備失蹤。在探險隊的營地附近，他們發現了六個星形雪丘，每個雪丘下都含有一個標本。他們還發現保存得較好的標本已經消失，並且已經對一個無名男人與一隻狗進行了某種形式的解剖實驗。眾人懷疑是格德尼精神錯亂後殺害並肢解了其他人。
戴爾與名叫丹佛斯（Danforth）的研究生乘坐飛機穿越山脈，他們看見一座巨大的廢棄石頭城的外牆，與任何人類建築形式都不相符。與《死靈之書》中提到的神話生物相似，這個失落文明的建造者被稱作「古老者」。通過探索這些建築群結構，探險隊通過象形文字壁畫了解到，在月亮形成之後不久，古老者首次來到地球，並在「修格斯」的幫助下建造了他們的城市－－創建生物實體以執行任何任務，採取任何形式，並反映任何想法。有跡象表明，所有的生命都是從修格斯創造所遺留下來的細胞物質進化而來的。
隨著探索越來越多的建築物，探險隊了解到古老者與「克蘇魯」及更之後抵達地球的「米·戈」的爭鬥。從一些圖像反映修格斯獲得獨立，古老者的文明衰退。隨著更多的資源用於維持秩序，蝕刻變得隨意和原始。壁畫還暗示潛伏在城市之外更大山脈中的無名邪惡。這一系列的山脈在一個晚上隆起，某些現象與事件阻止了古老者探索它。當對於古老者來說南極洲變得無法居住時，他們很快遷移到一個巨大的地下海洋中。
戴爾與丹佛斯最終意識到，在雷克小隊遺失的古老者標本已經以某種方式復活，在屠殺了雷克小隊之後，他們又回到了他們的城市。他們倆人發現了古老者早期探索的痕跡，以及包含格德尼與他一同失踪狗的屍體的雪橇。他們最終被引向隧道的入口，進入壁畫中描繪的地下區域。在此處，他們發現了各種古老者在殘酷的鬥爭中喪生的證據。然後他們面對一個黑色湧出的物體，認為是修格斯，並脫逃。在高原上方的飛機上時，丹佛斯回頭看到了一些讓他失去自己理智的東西，暗示那是無名邪惡的本體。戴爾總結，古老者屠殺克雷小隊與犬隻是出於自衛或科學性好奇心（一如探險隊對古老者所做的事），他們的文明最終被修格斯摧毀。他警告下一次擬議的南極考察規劃者遠離那個地方。

## 與其他克蘇魯神話故事的聯結
瘋狂山脈與其他洛夫克拉夫特的故事間有許多聯繫，包括：
- 在《印斯茅斯疑雲》、《門前之物（英语：The Thing on the Doorstep）》與《獵黑行者》中提到了修格斯的存在。
- 在《魔女屋中之夢》中，主角沃爾特·吉爾曼（Walter Gilman）在他的夢中探訪古老者的城市、《超越時間之影》中，有一隻古老者被當作囚犯。
- 在《超越時間之影》中，納撒尼爾·溫蓋特·佩斯萊（Nathaniel Wingate Peaslee）探險隊前往澳大利亞大沙沙漠時曾提到戴爾。
- 在《克蘇魯的呼喚》中提到古老者記錄了克蘇魯來到地球與拉萊耶的沉沒。
- 古老者的城市是《塞勒菲斯（英语：Celephaïs）》中首次提到的冷原（英语：Leng (plateau)）。
- 探險隊的一些成員閱讀了收藏於米斯卡塔尼克大學中的《死靈之書》副本。
- 戴爾提到「寒冷廢棄物中的卡達斯（英语：The Dream-Quest of Unknown Kadath）」，指的是巨大的山脈。
- 在故事的最後，丹佛斯將禁忌山脈之外的恐怖與猶格·索托斯和《星之彩》聯繫起來。
- 在《暗夜呢喃》中出現米·戈。在整個故事中，戴爾還多次提到了《暗夜呢喃》的主角艾爾伯特·威爾馬特（Albert Wilmarth）。
- 此次探險由納撒尼爾德比皮克曼基金會（Nathaniel Derby Pickman Foundation）贊助，結合了洛夫克拉夫特小說中的兩個主要名字：德比（Derby）與皮克曼（Pickman）[2]。理查德·厄普頓·皮克曼（Richard Upton Pickman）是《皮克曼的模特（英语：Pickman's Model）》中的主角，愛德華·皮克曼·德比（Edward Pickman Derby）則是《門前之物》中的主角，也是洛夫克拉夫特其中一個文學另我[3]。

## 創作靈感
洛夫克拉夫特一直對南極探險感興趣。「自從他至少12歲時起，洛夫克拉夫特對南極大陸所著迷，當時他曾為早期的南極探險家寫過幾篇小論文」傳記作者S·T·喬西所寫。在大約9歲時，受到威廉·克拉克·羅素於1887年出版的《冰凍海盜》（The Frozen Pirate）一書的啟發，洛夫克拉夫特創作了些關於南極洲的作品。
到20世紀20年代，南極洲「是地球上最後未開發的地區之一，大片領土從未有過人類的足跡。當代大陸地圖顯示出一些挑釁性的空白，而洛夫克拉夫特可以運用他的想像力來填補它們......幾乎不用擔心會立刻出現矛盾。」然而，洛夫克拉夫特在呈現南極洲的地理知識方面基本上是準確的。
李察·柏德的第一次探險於1928年至1930年，即中篇小說創作之前的時期，洛夫克拉夫特在他的信件中反覆提到探險家，一度評論：「柏德探險隊的地質學家發現許多化石指明處於熱帶的昔日。」事實上，書中米斯卡塔尼克大學的探險參考了柏德的探險。
在《洛夫克拉夫特：克蘇魯神話的幕後故事》（Lovecraft: A Look Behind the Cthulhu Mythos）中，作者林·卡特表示，《瘋狂山脈》中的一個靈感來自洛夫克拉夫特自己對寒冷的過敏症，他曾因為氣溫從華氏60度下降到華氏30度（攝氏15度下降到攝氏-1度）而在街上倒下並無意識地被帶入藥局。「極度的寒冷在他身上所引發的厭惡與恐懼被延續到他的寫作中，《瘋狂（山脈）》的內容傳達了由溫度零度以下所引起的破滅、爆破、窒息的感覺，即便是坡也無法表達」卡特寫道。S·T·喬西稱這一理論為「輕而易舉（facile）」。
S·T·喬西進一步寫到洛夫克拉夫特兩次於《瘋狂山脈》中引用愛倫·坡唯一的完整小說《楠塔基特的亞瑟戈登·皮姆的自述》。並明確借用了坡作品中神秘的哭泣聲Tekeli-li（或Takkeli）。在寫給奧古斯特·德雷斯的信中，洛夫克拉夫特寫道，他試圖讓他的結局有類似於坡於《楠塔基特的亞瑟戈登·皮姆的自述》中所完成的效果。
另一個的靈感來自愛德加·萊斯·巴勒斯的《地心記》，書中提到一種高度智慧的爬行動物種族瑪哈爾（Mahar）生活在空心地球中。「思考巴勒斯的瑪哈爾與洛夫克拉夫特的古老者之間的相似性，儘管他們的不人道對待，但他們都表現得令人同情。」評論家威廉·傅立勒（William Fulwiler）寫道。「兩者都是有翅膀的、具有網足的，占主導地位的種族；兩者都是具有遺傳學、工程學與建築學科學學術才能的種族；兩者皆以人為家畜。」 傅立勒指出，這兩個故事都涉及激進的新鑽井技術、人類都是非人類科學家的活體解剖。巴勒斯的瑪哈爾甚至僱傭了一種種族叫做薩戈斯（Sagoths）的僕人，可能源自洛夫克拉夫特的修格斯。
其他可能的來源包括亚伯拉罕·格雷斯·梅里特的《坑人》（The People of the Pit），其中描述了育空地下城市與洛夫克拉夫特的古老者具有相似之處，以及凱瑟琳·梅特卡夫·羅夫（Katharine Metcalf Roof）的《一百萬年後》（A Million Years After），是一個關於恐龍從數百萬年前的蛋孵化的故事，見於1930年11月版《詭麗幻譚》。在給法蘭克·貝爾納普·隆恩的一封信中，洛夫克拉夫特寫道梅特卡夫·羅夫的故事是他多年前提出的一個「腐爛，廉價與幼稚」版本的想法，他的不滿可能促使他寫下他自己的「自地球幽暗歷史範圍中喚醒的實體」（the awakening of entities from the dim reaches of Earth's history）故事。
《H.P.洛夫克拉夫特百科全書（An H.P. Lovecraft Encyclopedia）》表明，奧斯瓦爾德·斯賓格勒的《西方的沒落》可能啟發了故事中敘述的悠久歷史。故事的一些細節也可能來自馬修·菲利普·希爾於1901年所著的北極探險小說《紫雲》，該小說於1930年重新出版。
書名標題源自於鄧薩尼勳爵的短篇小說《哈希什人》（The Hashish Man）：「我們終於來到那些被稱為瘋狂山脈的象牙之丘......。」（And we came at last to those ivory hills that are named the Mountains of Madness......）
洛夫克拉夫特所著的《無名之城》，也涉及探索一個顯然被非人類建造者遺棄的古老地下城市，開創了《瘋狂山脈》的先例。在這兩個故事中，探險家都使用非人類的藝術作品來推斷他們種族的歷史。
至於南極大陸環境的細節，作者對一些風景的描述部分受到了尼古拉斯·洛里奇的亞洲繪畫以及古斯塔夫·多雷的插圖的啟發，兩者都被故事的敘事者多次引用。

## 延伸閱讀
- Christian, M. . Dark Roasted Blend. February 2009  [2020-08-25]. （原始内容存档于2021-03-26）.
- Merritt, A.  (PDF). HorrorMasters. （原始内容 (PDF)存档于2006-11-09）.

## 外部連結
- 列在網路推理小說資料庫中的《瘋狂山脈》
- 收藏的《An edit of the 2010 BBC Radio 7 production of At the Mountains of Madness》